# Oppède
Oppède település Franciaországban, Vaucluse megyében. Lakosainak száma 1285 fő (2022. január 1.). Oppède Cabrières-d’Avignon, Cheval-Blanc, Gordes, Maubec és Ménerbes községekkel határos.

## Népesség
A település népességének változása:
| Lakosok száma | 1329 | 1389 | 1396 | 1332 | 1304 | 1295 | 1292 | 1284 | 1285 |
|               | 2013 | 2015 | 2016 | 2017 | 2018 | 2019 | 2020 | 2021 | 2022 |